# Svið

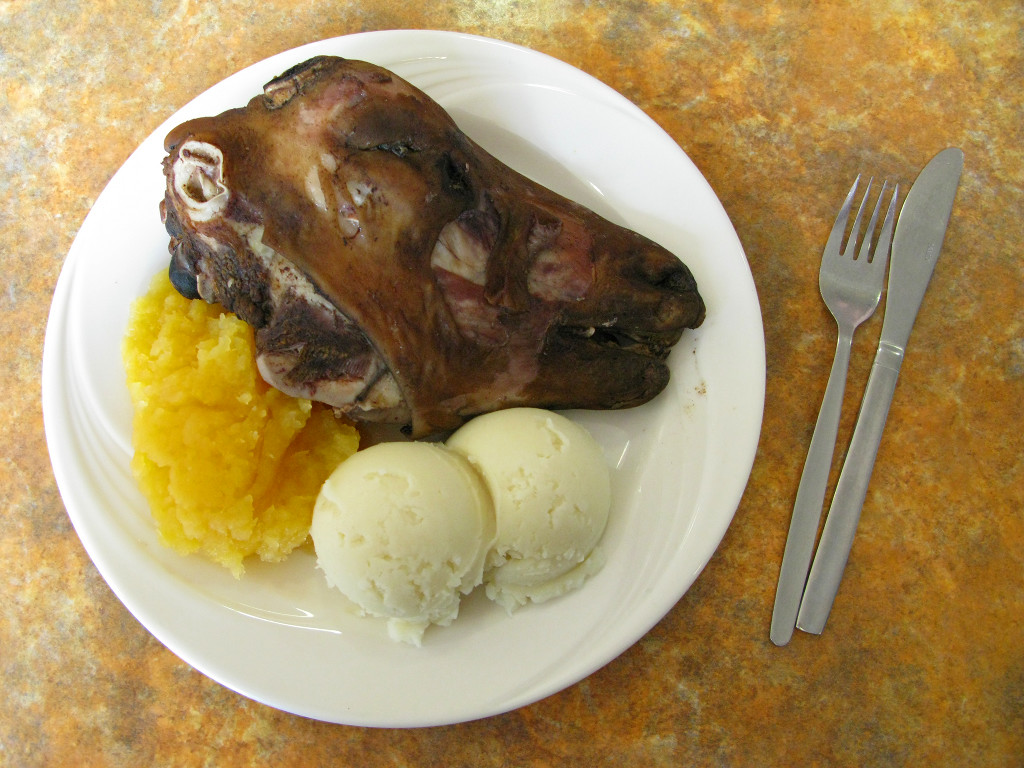
Đầu cừu thui Svið

Svið hay còn gọi là đầu cừu thui là một món ăn truyền thống của ẩm thực xứ Băng Đảo. Đây là món ăn truyền thống phổ biến nhất ở Iceland. Đầu cừu sẽ được chia làm đôi, thui cho cháy xém và sau đó đem luộc. Svið không phải là một món ăn tồi bởi phần đầu là phần chứa nhiều thịt ngon. Những đầu bếp ở đây sẽ giữ nguyên mọi thứ từ lưỡi cho đến mắt để đáp ứng sở thích khác nhau của thực khách. Món này cũng là một món luôn có mặt ở các bữa tiệc truyền thống.

## Chế biến

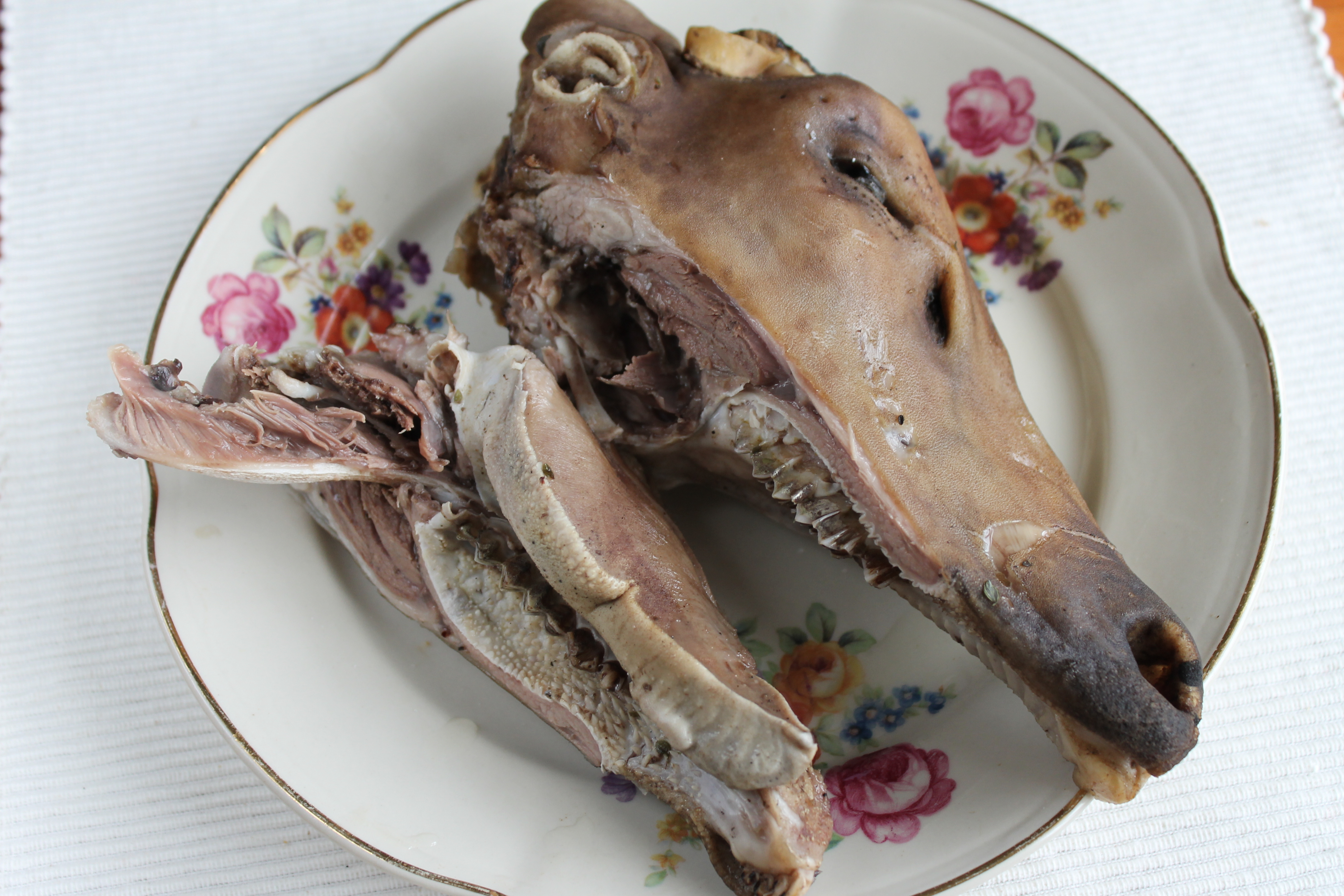
Sviðakjammi

Món này nhìn hơi phản cảm, đầu cừu được chế biến nguyên chiếc hoặc cắt đôi. Khi bầy nên đĩa vẫn còn đủ răng và lưỡi nhe ra như đầu chó luộc. Phần lưỡi và phần da kèm thịt dười hàm là phần ngon nhất của món này. Khi ăn người ta lấy dao ăn lạo dần phần da, thịt để ăn. Mình thì không ăn được mắt nhưng một số bạn bè thì họ nhai rau ráu, đa phần đầu cừu mua ở chợ người ta không để mắt lại để cho nó mở trừng trừng trên đĩa). Từ đầu cừu người ta còn chế biến ra món Sviðasulta giống như món thịt đông đầu cừu (thịt từ đầu cừu lọc ra, nấu nên để đông lại rồi đóng vào lọ).
Món này người ta ăn với bánh mì. Món ăn có vẻ ngoài hơi phản cảm một chút bởi chiếc đầu cừu còn nguyên hoặc cắt đôi, khi bầy lên đĩa vẫn còn đủ răng và lưỡi. Thế nhưng hương vị của nó thì lại hoàn toàn ngược lại, phần lưỡi và da kèm thịt dưới hàm là phần ngon nhất của món này. Khi ăn người ta lấy dao ăn lạo dần phần da, thịt để ăn. Svið không phải là một món ăn tồi bởi phần đầu là phần chứa nhiều thịt ngon. Những đầu bếp ở đây sẽ giữ nguyên mọi thứ từ lưỡi cho đến mắt để đáp ứng sở thích khác nhau của thực khách. Đầu cừu thui là món ăn có thể khiến rùng mình ngay từ cái nhìn đầu tiên. Mặc dù vậy, nhiều người lại cảm thấy sợ hãi và không thoải mái khi nhìn thấy đầu cừu được bày trên đĩa.